# Beedeininae
Beedeininae es una subfamilia de foraminíferos bentónicos cuyos taxones se han incluido tradicionalmente en la Subfamilia Fusulininae, de la familia Fusulinidae, de la superfamilia Fusulinoidea, del suborden Fusulinina y del orden Fusulinida. Su rango cronoestratigráfico abarca el Moscoviense medio y superior (Carbonífero superior).

## Discusión
Clasificaciones recientes incluyen Beedeininae en la subclase Fusulinana de la clase Fusulinata.

## Clasificación
Beedeininae incluye al siguiente género:
- Beedeina †